# 袖ケ浦市立長浦小学校
袖ケ浦市立長浦小学校（そでがうらしりつ ながうらしょうがっこう）は、千葉県袖ケ浦市にある公立小学校。

## 沿革
- 1904年 - 蔵波・久保田・代宿の各尋常小学校が合併して長浦尋常小学校開校
- 1909年 - 長浦尋常小学校に高等科併置し長浦尋常高等小学校に改称
- 1941年 - 長浦国民学校に改称
- 1947年 - 学制改革により長浦村立長浦小学校に改称
- 1955年 - 町村合併により袖ヶ浦町立長浦小学校に改称
- 1982年4月2日 - 袖ヶ浦町蔵波小学校を分離
- 1991年4月1日 - 市制施行により、袖ケ浦市立長浦小学校となる。

## 交通アクセス
- JR長浦駅から徒歩12分